# Send Me an Angel (Real-Life-Lied)
Send Me an Angel ist ein Lied der australischen Band Real Life aus dem Jahr 1983 und ihre Debütsingle. Es erschien auch auf dem Album Heartland.

## Entstehung und Nachwirkung
Musikalisch handelt es sich um einen schnellen Synthiepop-Song mit dominanten Keyboardarrangements und einem Synthesizer-Schlagzeug. Auch ein Keyboard- und ein E-Gitarrensolo sind zu hören. Er erschien erstmals im Mai 1983 in Australien. Im November 1983 erfolgte eine Veröffentlichung in den USA sowie auf dem Debütalbum der Band, Heartland.
Das Lied wird auch im In-Game-Radiosender in den PC-/Xbox-One-/PS4-Versionen des Videospiels Grand Theft Auto V von 2013 gespielt.

## Single-Titellisten
7″-Single (WRS-001)
1. Send Me an Angel – 3:53
2. Like a Gun – 3:16

12″-Single
1. Send Me an Angel (Extended Dance Mix) – 5:40
2. Send Me an Angel – 3:53
3. Like a Gun – 3:14

12″-Maxi-Single
1. Send Me an Angel (Extended Mix) – 5:43
2. Send Me an Angel – 3:53
3. Burning Blue – 4:43

## Musikvideo
Es gibt drei Musikvideo-Versionen. Alle spielen mit mittelalterlichen Elementen. Das ursprüngliche Musikvideo zeigt die Musiker in einem Wald. Eine Prinzessin wird dort von einem Reiter verfolgt, der sich immer wieder in einen Werwolf verwandelt. Die australische Version zu Send Me an Angel '89 wurde hingegen völlig neu gedreht; neben der Band, die den Song in einem historischen Gebäude darbietet, ist eine weißgekleidete junge Frau in einem Schloss zu sehen. Für den US-amerikanischen Markt wurde für die Wiederveröffentlichung jedoch die ursprüngliche Version überarbeitet und nur der frühere Keyboarder Richard Zatorski aus dem Video herauseditiert.

## Rezeption

### Chartplatzierungen
Send Me an Angel schaffte es 1984 auf Platz eins der deutschen und neuseeländischen Charts, auf Platz zwei in der Schweiz, Platz neun in Österreich, in die Top 10 in Australien sowie in den Vereinigten Staaten auf Platz 29 der Billboard Hot 100. In den deutschen Single-Jahrescharts des Jahres 1984 erreichte das Lied Platz sieben.
Zum größeren Charterfolg in den Vereinigten Staaten kam es jedoch im Sommer 1989, als eine Akustikversion mit dem Titel Send Me an Angel ’89 die ursprüngliche Version von 1983 übertraf und Platz 26 erreichte.
| ChartsChartplatzierungen       | Höchstplatzierung | Wochen/ Monate |
| ------------------------------ | ----------------- | -------------- |
| Deutschland (GfK)              | 1 (20 Wo.)        | 20 Wo.         |
| Österreich (Ö3)                | 9 (3 Mt.)         | 3 Mt.          |
| Schweiz (IFPI)                 | 2 (13 Wo.)        | 13 Wo.         |
| Vereinigte Staaten (Billboard) | 29 (19 Wo.)       | 19 Wo.         |

| ChartsJahrescharts (1984) | Platzierung |
| ------------------------- | ----------- |
| Deutschland (GfK)         | 7           |

| ChartsChartplatzierungen       | Höchstplatzierung | Wochen |
| ------------------------------ | ----------------- | ------ |
| Vereinigte Staaten (Billboard) | 26 (16 Wo.)       | 16     |

### Auszeichnungen für Musikverkäufe
Im September 1984 übertraf der Single in Deutschland die Zahl von 500.000 verkauften Exemplaren und wurde im Oktober mit einer Goldenen Schallplatte ausgezeichnet.
| Land/Region               | Auszeichnungen für Musikverkäufe (Land/Region, Auszeichnung, Verkäufe) | Verkäufe  |
| ------------------------- | ---------------------------------------------------------------------- | --------- |
| Deutschland (BVMI)        | Gold                                                                   | 500.000   |
| Vereinigte Staaten (RIAA) | Gold                                                                   | 500.000   |
| Insgesamt                 | 2× Gold ·                                                              | 1.000.000 |

## Coverversionen

### The Second Sight feat. Barber Angels
Zum 40-jährigen Chartjubiläum des Titels in Deutschland nahm das Synthiepop-Duo The Second Sight, auf Veranlassung des damaligen Real-Life-Promoters Hans Derer, ein Remake auf. Es wurde, in Absprache mit dem Originalkomponisten David Sterry, zur Hymne der Organisation Barber Angels, einer weltweit tätigen Organisation von 800 Friseurinnen und Friseure, die es sich zur Aufgabe gemacht hat, Obdachlosen kostenlose Haarschnitte zu ermöglichen. Eine weitere mit Mitgliedern der Barber Angels aufgenommene Version des Titels (Heavenly Mix) wurde auf einer Charity-CD gleichen Namens von der 7us media group GmbH veröffentlicht. Diese wurde vom Wiesbadener Musiker Valenteano produziert, der auch eine neue Gitarrenspur einspielte und einen Videoclip erstellt.

### Weitere Coverversionen
Coverversionen existieren unter anderem von folgenden Künstlern:
- Thomas Anders, Single Heißkalter Engel (1984)[14]
- Netzwerk auf ihrer EP Send Me an Angel (1992)[15]
- Atrocity auf ihrem Coveralbum Werk 80 (1997)[16]
- Intermission auf dem Album Piece of My Heart (1994)
- Zeromancer auf ihrem Album Eurotrash (2001)[17]
- Thrice auf der Kompilation Punk Goes Pop (2002), später auch If We Could Only See Us Now (2005)[18]
- Deadstar Assembly auf ihrem selbstbetitelten Debütalbum (2003)[19]
- The Quakes auf dem Album Psyops (2005)[20]
- Gregorian – Send Me an Angel (2006)
- Highly Suspect auf dem Album The Boy Who Died Wolf (2016)[21]
- Blutengel (2019)[22]
- A Life Divided auf dem Album Down the Spiral of a Soul (2023)[23]
- The Second Sight feat. Barber Angels - auf dem Album Send me An Angel The Barber Angels Rock Collection (2024)[24]